# Filip Tapalović
Filip Tapalović (Gelsenkirchen, 22. listopada 1976.) bivši je hrvatski nogometni reprezentativac, danas je nogometni trener.
Filipov mlađi brat Toni bio je profesinalni nogometni vratar, a da nas je trener vratara u minhenskom Bayernu.

## Igračka karijera
Igračku karijeru počeo je u mlađim kategorijama u rodnom Gelsenkirchen, prvo u Fortuni, pa potom u prvoligaškom Schalkeu 04. Prije nastupa za seniora Schalkea nastupao je dvije sezone u Bochumu, te se potom vratio u rodni grad nastupajući dvije sezone za seniore Schalkea. Nakon toga u 1860 Münchenu, te ponovo u Bochumu. Potom slijedi sezona u austrijskom Wackeru, pa povratak u Njemačku u Carl Zeiss Jena. Karijeru je završio u Rijeci 2008. godine.
Tapalović ima upisana i tri nastupa za hrvatsku nogometnu reprezentaciju 2002. godine.

## Trenerska karijera
Trenersku karijeru započeo je 2013. godine kao trener juniora u 1860 Münchenu. Sljedeću sezonu je bio pomoćni trener u prvoj momčadi, nakon čega odlazi u Adelaide United u australsku A-League na mjesto pomoćnog trenera. Tapalović je napustio Adelaide zajedno s glavnim trenerom Marcom Kurzom, te su zajedno prešli u Melbourne Victoryju.

## Vanjske poveznice
- Profil, Hrvatski nogometni savez
- Profil na hrnogomet.com